# Sune Lindström

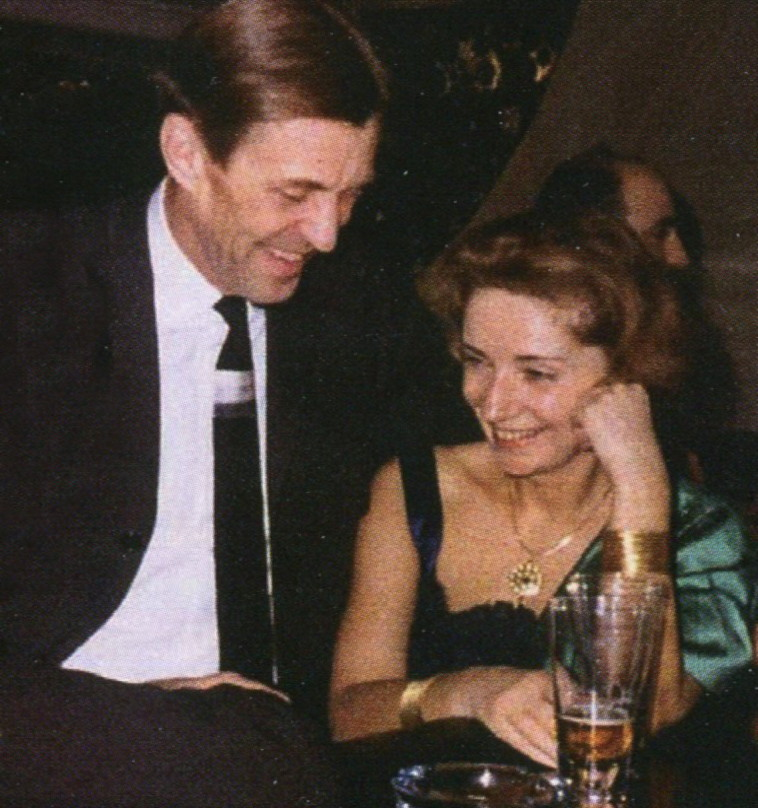
Sune Lindström y Malene Bjørn en 1960

Sune Lindström (1906 - 1989) fue un arquitecto sueco. Su obra más conocida fueron las Kuwait Towers (Torres Kuwait) de la Ciudad de Kuwait. Está vinculado al movimiento denominado neoempirismo, con otros arquitectos nórdicos (véase arquitectura moderna).
Estudió en el Instituto Real de Tecnología entre 1926 y 1931.